# Cistus sammonsii
Cistus sammonsii är en solvändeväxtart som beskrevs av J.-p. Demoly. Cistus sammonsii ingår i släktet Cistus och familjen solvändeväxter. Inga underarter finns listade i Catalogue of Life.